# Канэхара, Хитоми
Хитоми Канэхара (яп. 金原 ひとみ Канэхара Хитоми, род. 8 августа 1983 года) — японская писательница.

## Биография
Хитоми Канэхара бросила школу в 15 лет и с тех пор всё своё время отдаёт писательскому труду. В этом её поддерживает отец, Мицухиро Канэхара, профессор литературы и переводчик детских книг.
Она родилась и в настоящее время живёт в Токио. Написала свой первый роман «Змеи и серьги» в 21 год. Это произведение было удостоено премии имени Акутагавы, одной из самых престижных литературных премий в Японии; вместе с Рисой Ватая (род. 1984), поделившей первое место, является самым молодым лауреатом этой награды. К 2008 году тираж дебютного романа Канэхары достиг миллиона экземпляров.